# Théâtre dramatique national de Kharkiv
Le Théâtre dramatique national de Kharkiv (ukrainien : Харківський академічний український драматичний театр імені Тараса Шевченка) est un théâtre situé rue Soumska à Kharkiv, en Ukraine. 

## Historique
Il fut fondé en 1935 sur la suppression du Théâtre Berezil qui a été fondé par Les Kourbas en 1922, il est à l'une des extrémités de la place de la Poésie.

### Théâtre
Il possède deux salles : une de 115 places et l'autre de 900, l'une portant le nom de Berezil, le bâtiment est au Registre national des monuments immeubles d'Ukraine. 
En 2004 il a été reconnu par l'Institut international du théâtre comme l'un des meilleurs en Europe.

## Personnalité liées
Lioubov Hakkebouch y travaillait à partir de 1935.

### Directeurs
- De 2002 à 2005 : Andriy Zholdak.